# Ville de Holroyd
La ville de Holroyd (en anglais : City of Holroyd) est une ancienne zone d'administration locale de l'agglomération de Sydney, située dans l'État de Nouvelle-Galles du Sud, en Australie. Elle a existé de 1872 à 2016, date à laquelle elle est intégrée dans le nouveau conseil de Cumberland.

## Géographie
Elle s'étendait sur 40 km2 dans l'ouest de l'agglomération, à environ 25 km du centre-ville de Sydney.

### Quartiers
- Fairfield
- Girraween
- Granville
- Greystanes
- Guildford
- Guildford West
- Holroyd
- Mays Hill
- Merrylands
- Merrylands West
- Parramatta
- Pemulwuy
- Pendle Hill
- South Wentworthville
- Toongabbie
- Wentworthville
- Westmead
- Woodpark
- Yennora

## Histoire

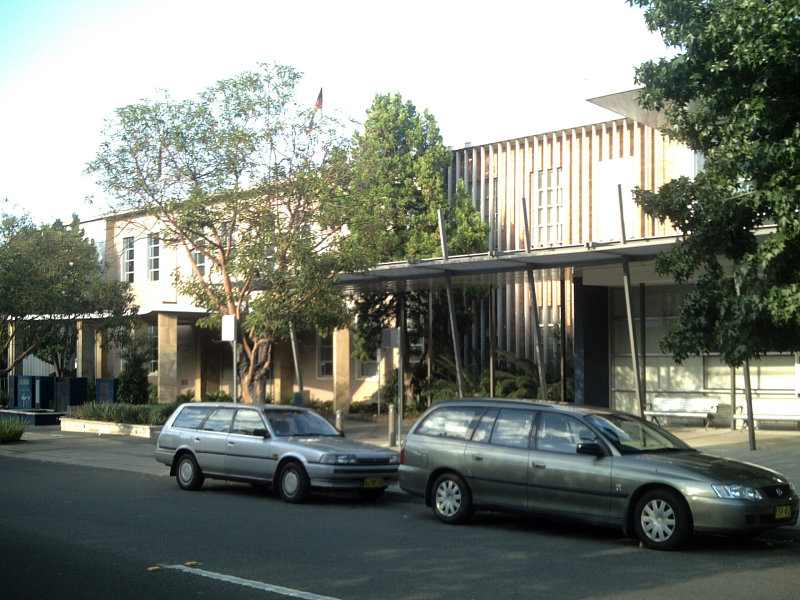
L'ancien hôtel de ville.

Le district municipal de Prospect et Sherwood est créé en 1872 et érigé en municipalité en 1906. Il est rebaptisé municipalité de Holroyd le 11 janvier 1927, du nom d'Arthur Holroyd (1806-1887), premier maire de 1872 à 1875. Enfin le 1er janvier 1991, elle devient la ville de Holroyd.
En 2015, dans le cadre du regroupement des zones administratives, différents projets de fusion sont proposés. Le 12 mai 2016, le ministre des collectivités locales de Nouvelle-Galles du Sud décide de la création du conseil de Cumberland par la fusion de Holroyd avec des parties de la ville de Parramatta et du conseil d'Auburn. Seul le quartier de Mays Hill est rattachée à Parramatta.

## Crédit d'auteurs
- (en) Cet article est partiellement ou en totalité issu de l’article de Wikipédia en anglais intitulé « City of Holroyd » (voir la liste des auteurs).